# 標津岳
標津岳（しべつだけ）は、北海道中標津町と清里町との境界にある山。山頂からは、知床山系や屈斜路湖・斜里岳が眺望できる。標高は1,061m。

## 山名の由来
標津川の源流にあたる山であることから命名されたとみられる。

## 登山ルート
中標津町養老牛温泉からの登山道がある。所要時間はおよそ3時間。

## 山開き
毎年6月第1日曜日に中標津町観光協会の事業として行われる。